# 안찬기
안찬기(安燦基, 1998년 4월 6일 ~ )는 대한민국의 축구 선수로 현재 제주 SK에서 골키퍼으로 활동 중이다.

## 클럽 경력
2023 시즌을 앞두고 수원으로 복귀했으나 리그에서 엔트리에 이름을 올리지 못하고 있으며, 상무 입대 지원도 1차 서류 전형만 통과해 최종 명단에는 포함되지 않았다.
수원 입단 4년 만에 인천과의 홈경기에서 양형모의 부상으로 하프타임에 교체 투입되어 프로 데뷔전을 치렀고, 이후 FA컵 8강 인천 원정 경기에서 선발 출전했으나 3실점을 기록하며 팀 탈락을 막지 못했다.
양형모가 부상당한 후 25라운드 수원 FC와의 홈경기에서 선발 출전했으나 불안한 킥과 0 – 2 패배로 좋은 모습을 보이지 못했으며, 26라운드 전주 원정 경기에서 선방 능력을 보여주었으나 경기 운영과 골킥에서 아쉬운 모습을 보여줬다.
2024 시즌 1월 8일 K리그1 제주 유나이티드로 이적하였다. 코리아컵 32강 천안 시티와의 홈경기에서 첫 경기를 뛰었고 승부차기에서 상대의 슛을 두 번이나 선방해 내며 승리의 일등 공신이 되었다.

## 수상

### 팀
- AFC U-23 챔피언십 우승: 2020